# 黄玉石
黄玉石（1972年3月25日—），朝鲜女子短道速滑运动员。她曾代表朝鲜参加1992年冬季奥林匹克运动会短道速滑比赛，获得女子500米铜牌，这是该国的第二枚冬奥奖牌。